# Wąsówko
Wąsówko – osada w Polsce położona w województwie wielkopolskim, w powiecie nowotomyskim, w gminie Kuślin, ok. 8 km na północny wschód od Nowego Tomyśla.
W okresie Wielkiego Księstwa Poznańskiego (1815-1848) miejscowość wzmiankowana jako Wąsówko należała do wsi mniejszych w ówczesnym powiecie bukowskim, który dzielił się na cztery okręgi (bukowski, grodziski, lutomyślski oraz lwowkowski). Wąsówko należało do okręgu lwowkowskiego i stanowiło część majątku Wąsowo, który należał do Sczanieckich. Według spisu urzędowego z 1837 roku Wąsówko liczyło 8 mieszkańców, którzy zamieszkiwali jeden dym (domostwo).
W latach 1975–1998 miejscowość administracyjnie należała do województwa poznańskiego.